# Iakov Iakir
Iakov Iakir (a publicat și sub pseudonimul „Iacob Lăpușneanu”; în idiș ‏יאַנקל יאַקיר‎‏‎‎‏‎, în rusă Янкл Якир, transliterat: Iankl Iakir; n. 1908, Pîrlița, județul Bălți, gubernia Basarabia, Imperiul Rus – d. 1980, Netania, Israel) a fost un scriitor, jurnalist și traducător sovietic moldovean, everu născut în Basarabia. A scris în principal în idiș.

## Biografie
S-a născut în satul Pîrlița (acum în raionul Ungheni, Republica Moldova) din județul Bălți, gubernia Basarabia (Imperiul Rus). A crescut în târgul de graniță Sculeni (acum în același raion). A absolvit gimnaziul ebraic „Mogen-Dovid” al lui Yehuda Tsirelson din Chișinău.
A debutat în colecția Onzog („Anunț”), în 1931 la Chișinău, împreună cu Herș-Leib Kajber și Herzl Rivkin. Colecția a fost concepută ca un organ periodic al unui grup de tineri scriitori basarabeni, care s-au unit ulterior în organizația Jung-Rumanie („Tânăra Românie”) din București. A fost, de asemenea, publicat în cotidianul Unzer Zeit („Timpul nostru”, redactor Zolmen Rozental) din Chișinău, diverse periodice din București, în primul rând în revista Scheubm („Ferestre”) editată de Iacob Sternberg și Solomon Bickel.
La mijlocul anilor 1930 s-a întors la Chișinău, în 1940-1941 a lucrat ca profesor de idiș într-o școală evreiască. În timpul celui de-al doilea război mondial, a fost evacuat în Uzbekistan, unde a colaborat cu ziarul Einikeit („Unitate”), organul Comitetului Evreiesc Antifascist. În 1945 s-a întors la Chișinău și până în 1948 a lucrat ca corespondent pentru ziarul Einikeit din RSS Moldovenească.
La 16 februarie 1949, a fost primul arestat sub așa-numitul „Caz nr. 5390” privind grupul „troțkist-naționalist” al scriitorilor evrei basarabeni. La sfârșitul lunii septembrie a aceluiași an a fost condamnat la 10 ani de de muncă forțată cu în lagăre cu regim strict și, împreună cu scriitorii Herzl Rivkin, Motl-Herș Saktsier și Moyshe Altman, a fost deportat la Kuibîșev, de unde a a fost transportat în Kolîma. În Kotsugan (regiunea Magadan) a ispășit pedeapsa împreună cu scriitorul din Odesa Note Lurie și poetul Anatoli Jigulin.
După eliberare și reabilitarea din 1955, s-a întors la Chișinău, unde în anii 1950-1960 a lucrat în redacțiile diferitelor ziare moldovenești și ca redactor la editura „Cartea moldovenească”. A fost angajat în jurnalism în limbile „moldovenească” și rusă; a publicat ficțiune evreiască în ziarele Folkshtime („Vocea poporului”, Varșovia) și Di Naye Prese („Presa nouă”, Paris). Odată cu apariția revistei Sovetish heymland („Patria sovietică”) în 1961 la Moscova, a început o cooperare regulată cu el. În anii 1960, a publicat o serie de nuvele și romane în revistă. Sub pseudonimul „Iacob Lăpușneanu”, a tradus proză și poezie rusă în limba „moldovenească”  și a tradus și romanul lui Șalom Aleihem, „Stelele rătăcitoare”.
După moartea prematură a fiicei sale (scriitoarea Svetlana Iakir, 1936-1971), a emigrat în Israel (1972), unde a publicat în Yerusholimer Almanakh („Almanahul Ierusalimului”), Di Goldane Keith („Lanțul de argint”), precum și în edițiile americane Ba Zikh („Acasă”) și Undzer Aign Worth („Cuvântul nostru”, ambele din New York); în ebraică în ziarele Maariv și Moznaim. În Israel, au fost publicate cărțile sale de povești: A Shlitn mit Ishevnikes („Sania cu sătenii”) și Geshikhtes un Portratn („Istorii și portrete”) în idiș și Yareakh Noheg ba-Kochavim („Luna conduce stelele”) în ebraică. A fost laureat al Premiului literar „Iakov Fihman”.
Cumnata lui Iakir a fost scriitoarea în idiș Enta Mash.